# Lambda Crucis
Lambda Crucis (λ Crucis, förkortat Lambda Cru, λ Cru) som är stjärnans Bayerbeteckning, är en ensam stjärna belägen i den östra delen av stjärnbilden Södra korset. Den har en skenbar magnitud på 4,60 och är synlig för blotta ögat där ljusföroreningar ej förekommer. Baserat på parallaxmätning inom Hipparcosuppdraget på ca 9,1 mas, beräknas den befinna sig på ett avstånd på ca 360 ljusår (ca 110 parsek) från solen. Stjärnan ingår i rörelsegruppen Lower-Centaurus Crux, en undergrupp i associationen Scorpius-Centaurus OB, den till solen närmaste föreningen av massiva stjärnor med gemensam rörelse.

## Egenskaper
Lambda Crucis är en blå till vit stjärna i huvudserien av spektralklass B4 Vne. Den har massa som är ca 5 gånger större än solens massa, en radie som är ca 2,3 gånger större än solens och utsänder från dess fotosfär ca 790 gånger mera energi än solen vid en effektiv temperatur av ca 15 800 K. 
Lambda Crucis är en Beta Cephei-variabel och dess magnitud varierar med en amplitud på 0,02 enheter med en period på 0,3951 dygn.